# Biserka Višnjić
Biserka Višnjić, född den 10 oktober 1953 i Trogir, Kroatien, är en jugoslavisk handbollsspelare.
Hon tog OS-silver i damernas turnering i samband med de olympiska handbollstävlingarna 1980 i Moskva.
Hon tog därtill OS-guld i damernas turnering i samband med de olympiska handbollstävlingarna 1984 i Los Angeles.